# Chaetodon capistratus
Chaetodon capistratus – gatunek ryby morskiej z rodziny chetonikowatych.

## Występowanie
Zachodni obszar Atlantyku.
Dorasta do 7–8 cm długości.